# 新北市立文山國民中學
新北市立文山國民中學（英語：New Taipei Municipal Wen Shan Junior High School）簡稱文山國中，是一所位於台灣新北市新店區的國民中學，原為日治時代「台北師範附屬小學新店分教場」，後改為「新店尋常小學校」舊址，於民國三十五年創校。另外，因學校之所在，其校門前道路名為「文中路」，學校所在之里名為「文中里」。

## 象徵

### 校徽
以藍色圓圈為基礎，內有文中二字，表「文」山國「中」之意。兩字中央並列三個交端朝上的藍色三角形，表文「山」國中之意。

### 校訓
- 勤：勤奮，勤奮力學，服務人群

- 儉：儉樸，儉樸養廉，珍時惜物

- 誠：誠懇，誠意處事，懇切待人

- 實：實在，實事求是，負責守紀[2]

## 校友
- 關　中：前考試院院長[3][4]
- 花　全：財政部賦稅署前組長[3]
- 傅達仁：台視體育主播、臺灣電視公司體育部前經理[3][5][6]
- 包國良：知名演藝人員[3]
- 巴　戈：知名演藝人員[3]
- 張志明：知名演藝人員、前立法委員[3]
- 石　英：知名演藝人員[3]
- 何篤霖：知名演藝人員[3]
- 劉俊卿：籃球國手[3][5][6]

## 校史

### 歷任校長
- 1946-1950 第一任校長李煙全
- 1950-1952 第二任校長李振雲
- 1952-1954 第三任校長梅志潔
- 1954-1969 第四任校長宋金印
- 1969-1972 第五任校長王克佐
- 1972-1979 第六任校長何維孝
- 1979-1988 第七任校長楊志華
- 1988-1992 第八任校長陳慶明
- 1992-1994 第九任校長陳政雄
- 1994-2002 第十任校長陳禮崗
- 2002-2007 第十一任校長彭敏松
- 2007-2012 第十二任校長方寶全
- 2012-2018 第十三任校長陳忠明
- 2018-2024 第十四任校長黃美娟
- 2024- 第十五任校長孫美萍[7][8]

## 行政單位
| 行 政 單 位 |          |                                              |
| ----------- | -------- | -------------------------------------------- |
| 行 政 單 位 | 校長室   | 校長室                                       |
| 行 政 單 位 | 人事室   | 人事室                                       |
| 行 政 單 位 | 會計室   | 會計室                                       |
| 行 政 單 位 | 教務處   | 內有教學組、註冊組、課程研發組、資訊與設備組 |
| 行 政 單 位 | 學務處   | 內有訓育組、生教組、體育組、衛生組           |
| 行 政 單 位 | 總務處   | 內有事務組、出納組、文書組                   |
| 行 政 單 位 | 輔導處   | 內有輔導組、資料組、特教組                   |
| 行 政 單 位 | 補習學校 | 內有教導組                                   |

## 校內建築
- 文碧樓（共5層樓）
- 敬業樓（共5層樓）
- 凌碧樓（共5層樓）
- 綜合大樓（共6層樓）
- 工藝大樓（共2層樓）

## 交通

### 台北捷運
- 新店站：松山新店線

### 公車
- 新北市市區公車
  - 於北宜路上設有二站，644、647 、松江新生幹線、基隆路幹線、849、930、綠3、綠5、綠12、綠13等公車路線均有行經此二站。
  - 碧潭站距離文山國中正門較近，位於正門所在的文中路附近。
  - 文山國中站距離文山國中正門較遠，位於文山國中綜合大樓附近。

### 公共自行車
- 新北市公共自行車租賃系統
  - 文山國中站，位於新北市市區公車文山國中站附近。

## 學區
- 基本學區：
  - 太平、張南、廣明、新店、文中、國校、青潭、美城、美潭（除 16-20 鄰）、員潭、雙坑、粗坑、屈尺、龜山、廣興、塗潭、直潭、文明、新生（1-8 鄰）、頂城（1-10鄰）、華城等里。

- 自由學區：
  - 中華、百福、福民、中央、美潭（16-20 鄰）、福德、中興、百忍等里（文山、五峰國中自由學區）
  - 下城、頂城等里（安康高中國中部、文山國中自由學區）
  - 石碇區永安、格頭等里 （石碇高中國中部、文山、坪林國中自由學區）

## 外部連結
- 新北市立文山國民中學 （页面存档备份，存于）